# Adur, Hangal
Adur là một làng thuộc tehsil Hangal, huyện Haveri, bang Karnataka, Ấn Độ.